# Doleserpeton
Doleserpeton es un género extinto representado por una única especie de temnospóndilo que vivió a comienzos del período Pérmico en lo que hoy son los Estados Unidos.